# Sagging
Il sagging (dall'inglese, letteralmente "tirar giù, abbassare") è una moda di portare i pantaloni (come jeans o bermuda) al di sotto della vita o della linea della cintura mettendo in mostra la biancheria intima (boxer, boxer aderenti o slip) che si sta indossando. Il sagging è una moda prevalentemente maschile; i pantaloni a vita bassa che nelle donne lasciano intravedere le mutande (il whale-tail) non sono generalmente considerati sagging.
Durante gli anni novanta e duemila lo stile sagging riguardava jeans e pantaloni larghi (chiamati baggy o wide-leg), mentre durante gli anni 2010 erano principalmente jeans e pantaloni skinny ad essere portati bassi. Nelle località di mare è diventato popolare portare sagging anche il costume da bagno, indossando sotto la biancheria intima che viene quindi lasciata in vista. In Italia il sagging è definito anche come "pantaloni bassi".

## Storia
Il sagging iniziò a diffondersi nella moda maschile durante gli anni 1990 negli Stati Uniti, venendo reso popolare dal mondo dell'hip hop e dello skateboard. L'origine del sagging è spesso ricondotta al sistema carcerario degli Stati Uniti, dove le cinture sono proibite per evitare che possano essere usate come arma improvvisata e i pantaloni dei carcerati, che spesso non sono della taglia giusta, tendono a scendere sotto la vita lasciando le mutande in vista. Dagli Stati Uniti, lo stile sagging si diffuse durante la seconda metà degli anni novanta nel Regno Unito e in Giappone,  dove prese il nome di koshipan (こしパン?, lett. "vita e pantalone"), e all'inizio degli anni 2000 anche in altri paesi dell'Europa occidentale, in Australia e in Nuova Zelanda.

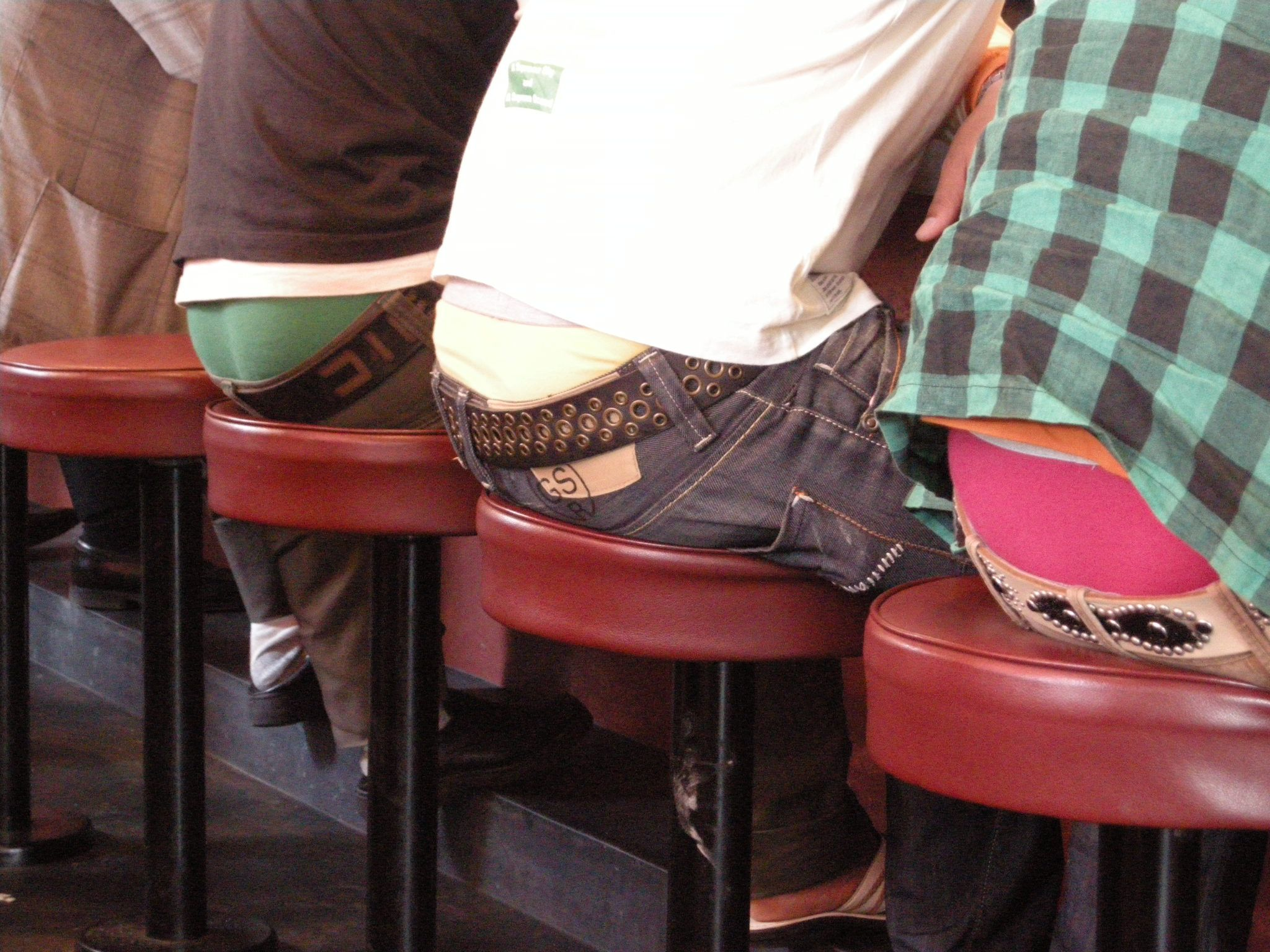
Tre ragazzi che portano i pantaloni sagging mettendo in mostra l'intimo.

Contemporaneamente, l'aumento di popolarità portò numerose scuole a vietare il sagging e negli Stati Uniti diverse città emisero dello ordinanze per vietarlo e punirlo con multe fino ad alcune centinaia di dollari (alcune di queste ordinanze vennero successivamente abrogate a partire dal 2019). Nel 2005 il parlamento della Virginia a maggioranza repubblicana cercò senza successo di vietare il sagging.
Durante la sua popolarità massima tra la fine degli anni 2000 e l'inizio degli anni 2010, il sagging si diffuse particolarmente tra adolescenti, studenti e giovani adulti, spesso con l'obiettivo di mettere in mostra la biancheria intima firmata. Nei primi anni 2010 i pantaloni skinny sostituirono progressivamente i pantaloni baggy nello stile sagging. Dopo un calo di popolarità nella seconda metà degli anni 2010, il sagging è nuovamente tornato di moda all'inizio degli anni 2020, complice la ritrovata popolarità dei pantaloni baggy e più in generale della moda degli anni 2000.

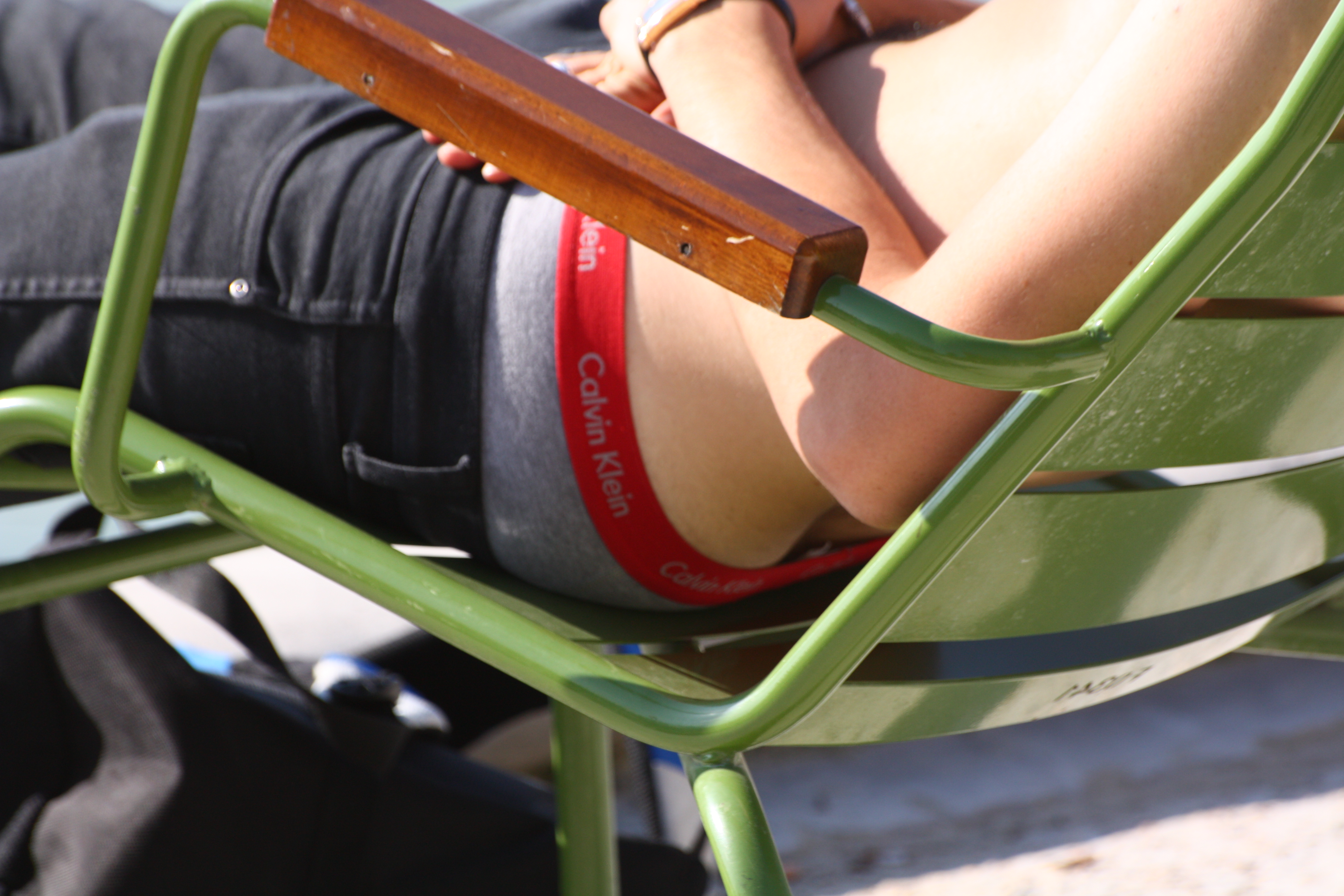
Ragazzo con i jeans portati sagging e i boxer Calvin Klein in mostra.

## Nella cultura di massa
Diversi cantanti hanno parlato di questa moda nelle loro canzoni. La canzone Livin' It Up del 2000 del gruppo Limp Bizkit contiene alcuni versi che fanno riferimento alla relazione tra il sagging, il mondo dello skateboard e quello del graffitismo. Il sagging viene citato anche nella canzone Insomniak del rapper Mac Miller e in quella SagginMyPants del rapper Lil Peep.
Il sagging fu protagonista della storica campagna pubblicitaria del 1992 di Calvin Klein, dove un giovane Mark Wahlberg indossava un paio di pantaloni larghi portati bassi in modo da mettere in mostra gli iconici boxer bianchi del brand. Nel 2009 la marca di intimo australiana Bonds rilasciò uno spot pubblicitario in cui tre giovani ragazzi con i jeans portati sagging guardavano ironicamente un gruppo di anziani che indossavano pantaloni a vita molto alta. Nel 2012 il sagging è anche comparso in una pubblicità italiana dei biscotti Pick Up! della Bahlsen.